# Treinta y cinco
El treinta y cinco (35) es el número natural que sigue al treinta y cuatro y precede al treinta y seis.

## Propiedades matemáticas
- Es un número compuesto, que tiene los siguientes factores propios: 1, 5 y 7. Como la suma de sus factores es 13 < 35, se trata de un número defectivo.
- Es un número pentagonal.
- Existen 35 hexominos, poliominós compuestos de seis cuadrados.
- Un número tetraédrico.
- Un número semiprimo.
- Número libre de cuadrados.

## Ciencia
- 35 es el número atómico del bromo (Br).
- Objeto de Messier M35 es un cúmulo abierto en la constelación de Géminis.
- Objeto del Nuevo Catálogo General NGC 35 es una galaxia espiral localizada en la constelación de Cetus.